# Le temps perdu
«Le temps perdu» (с фр. — «Потерянное время») — песня французской певицы Мате Альтери, написанная Андре Лоджем и Рашель Торо. С этой песней она получила право представить Францию на первом конкурсе «Евровидение-1956» после того, как была выбрана французской телекомпанией «RTF».

## Текст песни
Автор текста песни — Рашель Торо.
Альтери вспоминает своего бывшего любовника и надеется, что песня, которую она написала, отвлечёт её от боли от того, что любовника больше нет.

## Евровидение

### Внутренний отбор
В 1956 году Мате Альтери была выбрана французской телекомпанией «RTF» для участия в «Евровидении». Она выбрала свою песню «Le temps perdu» для участия в конкурсе.
Также телекомпания выбрала Дани Доберсон с песней «Il est là» в качестве второго участника от Франции — по правилам конкурса того года каждая участвующая страна должна была отправить по две песни.

### Конкурс
Песня была исполнена пятой на конкурсе — после выступления представителя Германии Вальтер Андреас Шварца с песней «Im Wartesaal zum großen Glück» и перед выступлением представительницы Люксембурга Мишель Арно с песней «Ne crois pas», оркестром дирижировал Франк Пурсель. Результаты выступления Мате Альтери неизвестны в связи с тем, что на конкурсе был объявлен только победитель (без индивидуальных оценок выступления). Остальные участники были отмечены как разделившие между собой второе место.